# Perodua Nautica
Perodua Nautica — субкомпактный кроссовер, выпускавшийся с 2008 по 2009 год малайзийским автопроизводителем Perodua на базе Daihatsu Terios. 

## Описание
Perodua Nautica, запущенный в производство в мае 2008 года, являлся ребеджинговым вариантом Daihatsu Terios с короткой колёсной базой. Модель была полностью импортирована из Японии за исключением радиаторной решётки и бамперов, которые были разработаны в Малайзии.
Автомобиль имеет 1,5-литровый двигатель DVVT, постоянный полный привод (4WD), фары с проектором и пять мест для сидения. Отделка салона тёмная.
Perodua Nautica поставлялся только в двух цветовых вариантах: Medallion Grey и Majestic Black. Коробка передач — четырёхступенчатая автоматическая.
В 2009 году Perodua Nautica был снят с производства. Всего было выпущено 489 единиц. Причина прекращения производства заключалась в том, что Perodua, будучи национальной автомобильной компанией, ориентированной на местное производство, не смогла получить достаточное количество необходимых разрешений на импорт транспортных средств, поскольку Nautica была импортирована в форме CBU из Японии.